# Szok dla systemu
Szok dla systemu – amerykańska czarna komedia z 1990 roku na podstawie powieści Simona Bretta.

## Główne role
- Michael Caine - Graham Marshall
- Elizabeth McGovern - Stella Anderson
- Peter Riegert - Robert Benham
- Swoosie Kurtz - Leslie Marshall
- Will Patton - Porucznik Laker
- Jenny Wright - Melanie O'Conner
- John McMartin - George Brewster
- Barbara Baxley - Lillian
- Haviland Morris - Tara Liston
- Philip Moon - Henry Park

## Fabuła
Graham Marshall jest doświadczonym pracownikiem agencji reklamowej. Pracuje dla tej samej agencji od wielu lat i od pewnego czasu spodziewa się awansu. Niestety, te oczekiwania są płonne. Awansowany zostaje jego podwładny Robert Benham, który jest bezczelny i nieprzyjemny. Graham dostaje szału. Będąc przekonany, że jego życie nie ulegnie zmianie w najbliższym czasie, postanawia zemścić się na wszystkich, którzy zaleźli mu za skórę. Na pierwszy ogień trafia jego wścibska i irytująca żona. A zemsta jego będzie krwawa...